# Great Walsingham
Great Walsingham är en by i civil parish Walsingham, i distriktet North Norfolk, i grevskapet Norfolk i England. Byn är belägen 6 km från Wells-next-the-Sea. Great Walsingham var en civil parish fram till 1987 när blev den en del av Walsingham. Civil parish hade 554 invånare år 1961.